# Wildenhain
Wildenhain là một đô thị thuộc huyện Meißen, bang Sachsen Đức. Đô thị Wildenhain có diện tích 33,45 km², dân số thời điểm ngày 31 tháng 12 năm 2006 là 1723 người.